# 갈리시아 문학의 날

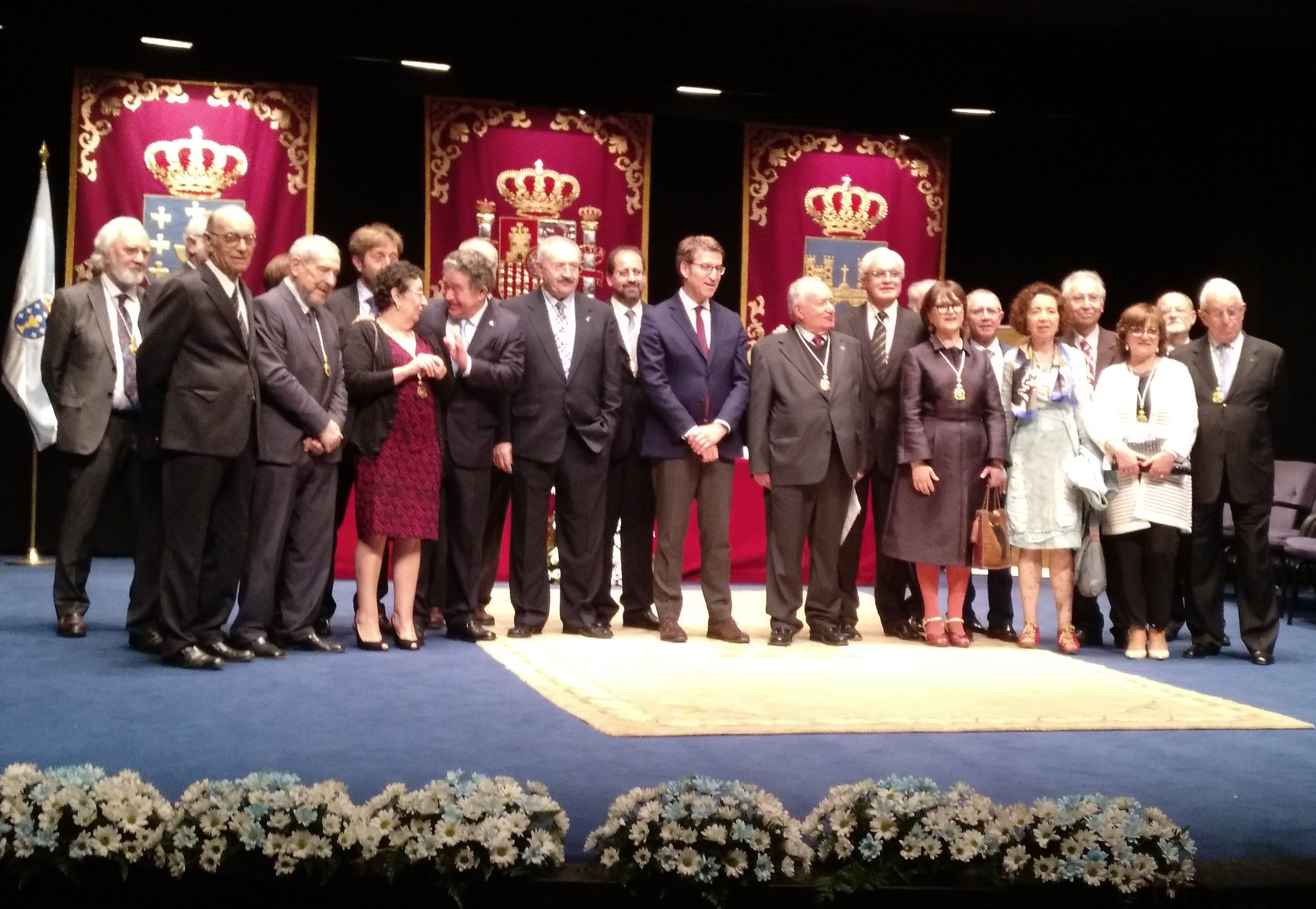

갈리시아 문학의 날(아일랜드어: Día das Letras Galegas, 스페인어: Día de las Letras Gallegas)은 스페인 갈리시아 지방의 공휴일로, 매년 5월 17일이다.